# Hôtel-Dieu

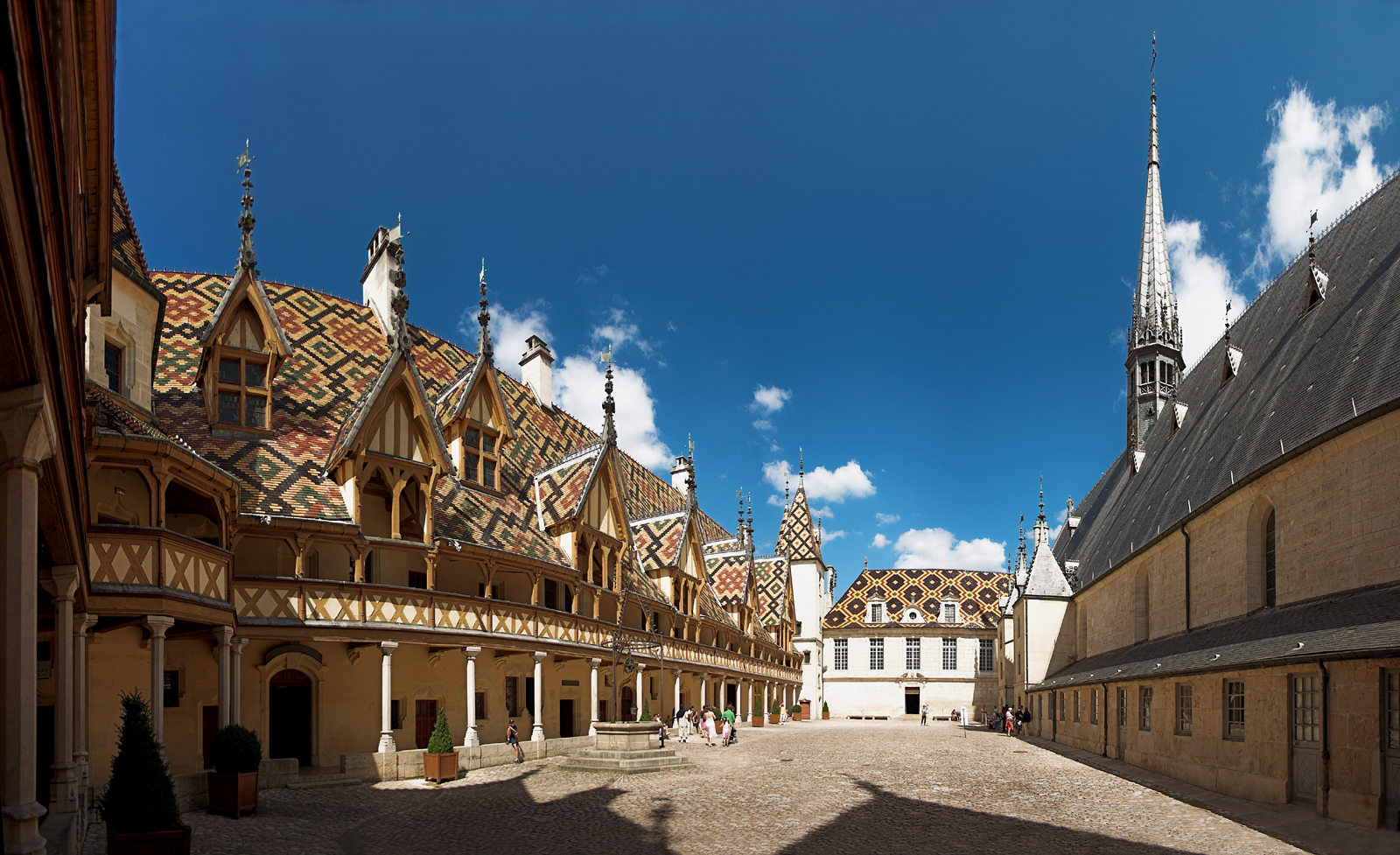
Patio interior del Hôtel-Dieu de Beaune.

Un hôtel-Dieu (que en francés significa, 'Casa de Dios')  es un hospital de fundación antiguo en algunas ciudades, que recibieron los huérfanos, los indigentes y los peregrinos y que fue administrado por la Iglesia; algunos se transforman en segundo lugar en instalaciones de recreo (hotel, museo) o administrativa (prefectura). Fundados en su mayoría por un obispo bajo el patrocinio de Dios, estas instituciones de caridad se volvieron rápidamente insuficientes, por lo que en 1662, un edicto de Luis XIV ordenó la creación de un hospital en «cada pueblo y ciudad en el reino de los pobres enfermos y huérfanos».
Muchos edificios, a pesar de que ya no están a cargo de religiosos, han conservado ese nombre. la lista siguiente recoge, de forma no exhaustiva, los de más importancia:
- en Francia:
  - Hôtel-Dieu de Angers, fundado en el año 1153 d. C.;
  - Hôtel-Dieu de Baugé,
  - Hôtel-Dieu de Beaune, fundado en 1443;
  - Hôtel-Dieu de Belleville,
  - Hôtel-Dieu de Bourges,
  - Hôtel-Dieu de Bourg-en-Bresse,
  - Hôtel-Dieu de Brie-Comte-Robert,
  - Hôtel-Dieu de Caen,
  - Hôtel-Dieu-Saint-Étienne de Châlons-sur-Marne,
  - Hôtel-Dieu de Carpentras,
  - Hôtel-Dieu de Château-Thierry,
  - Hôtel-Dieu de Clermont-Ferrand,
  - Hôtel-Dieu de Dole,
  - antiguo Hôtel-Dieu de Laon y 'Hôtel-Dieu de Laon, dos monumentos rehabilitados en oficina de turismo y casa de artes,
  - Hôtel-Dieu de Louhans,
  - Hôtel-Dieu de Lons-le-Saunier,
  - Hôtel-Dieu de Lyon, fundado en el año 1184 d. C.;
  - Hôtel-Dieu du Mans,
  - Hôtel-Dieu de Marsella,
  - Hôtel-Dieu de Nantes,
  - Hôtel-Dieu de Nîmes,
  - Hôtel-Dieu de Nogent-le-Rotrou,
  - Hôtel-Dieu de París, a menudo designado bajo la ortografía Hôtel-Dieu (el más antiguo, fundado en el año 651 d. C.),[2]
  - Hospice de Pons,
  - Hôtel-Dieu de Provins,
  - l'Hôtel-Dieu de Rennes,
  - Hôtel-Dieu de Ruan,
  - Hôtel-Dieu de Thonon-les-Bains,
  - Hôtel-Dieu de Tonnerre, Yonne, fundado en 1338,
  - Hôtel-Dieu de Tournus,
  - Hôtel-Dieu Saint-Jacques de Toulouse,
  - l'Hôtel-Dieu-le-Comte de Troyes;
- en Canadá:
  - Hôtel-Dieu de Montréal,
  - Hôtel-Dieu de Québec,[3]
- en Costa de Marfil:
  - la policlínica internacional Hôtel Dieu Abidjan;
- en el Líbano:
  - Hôtel-Dieu de France de Beirut;
- en Bélgica:
  - Hôtel-Dieu de Bruselas.